# عملية التخلص من الجثث
التخلص من الجثث البشرية (بالإنجليزية: Disposal of human corpses) والذي يسمى أيضًا التصرف النهائي (بالإنجليزية: final disposition)، هو ممارسة وعملية التعامل مع رفات إنسان متوفى. قد تحتاج طرق التخلص إلى مراعاة حقيقة أن الأنسجة الرخوة ستتحلل بسرعة نسبيًا، بينما سيبقى الهيكل العظمي سليمًا لآلاف السنين في ظل ظروف معينة.
تمارس عدة طرق للتخلص من الجثث. الجنازة هي ممارسات (مراسم أو طقوس) قد تصاحب التصرف النهائي. بغض النظر عن طريقتها، غالبًا ما تهيمن الروحانية على طريقة التخلص مع الرغبة في توخي اليقظة من أجل الموتى وقد تكون طقوسًا عالية. في حالات الموت الجماعي، مثل الحروب والكوارث الطبيعية، أو التي تكون فيها وسائل التخلص محدودة، قد تكون الاهتمامات العملية ذات أولوية أكبر. الأساليب القديمة في التخلص من الجثث وتشمل حرق الجثث التي مارسها الرومان واليونانيون والهندوس؛ دفن اليهود والمسيحيون والمسلمون؛ ممارسة التحنيط عند قدماء المصريين. والدفن في السماء وطريقة مماثلة للتخلص تسمى أبراج الصمت يمارسها البوذيون التبتيون والزرادشتيون.

## الأساليب القانونية المتبعة بشكل شائع
تضع بعض الثقافات الموتى في مقابر من أنواع مختلفة، إما بشكل فردي أو في مساحات مخصصة من الأرض التي تضم المقابر. الدفن في المقبرة هو أحد الأشكال الشائعة للمقابر. في بعض الأماكن، يكون الدفن غير عملي لأن المياه الجوفية مرتفعة للغاية؛ لذلك توضع القبور فوق الأرض، كما هو الحال في نيو أورلينز، لويزيانا، الولايات المتحدة. وأماكن أخرى، عادة ما يتم حجز مبنى منفصل للمقبرة للأثرياء البارزين اجتماعياً؛ تسمى المقابر الكبيرة الموجودة فوق الأرض الأضرحة. يتمتع الأشخاص البارزون اجتماعيًا أحيانًا بامتياز تخزين جثثهم في أقبية الكنيسة. ومع ذلك، في الآونة الأخيرة، تم حظر هذا في كثير من الأحيان من قبل قوانين النظافة. لم يكن الدفن دائمًا. في بعض المناطق، يجب إعادة استخدام المدافن بسبب المساحة المحدودة. في هذه المناطق، بمجرد أن يتحلل الموتى إلى هياكل عظمية، تتم إزالة العظام؛ بعد إزالتها يمكن وضعها في صندوق عظام.

### الدفن الارضي
عادة ما يتم الدفن الأرضي عن طريق حفر حفرة أو خندق ووضع المتوفى والأشياء فيه وتغطيته. ظل البشر يدفنون موتاهم لأكثر من 100000 عام من الحضارة. اختلفت ممارسات الدفن والطقوس من ثقافة إلى أخرى في الماضي وما زالت تختلف حتى يومنا هذا. غالبًا ما يُنظر إلى الدفن على أنه إشارة إلى احترام الموتى. اُستُخدم لمنع رائحة التعفن، وللاغلاق على الموتى، ومنع اسرهم مشاهدة تحلل أحبائهم.

### حرق الجثة
حرق الجثث عادة قديمة. كانت الطريقة المعتادة للتخلص من الجثة في روما القديمة (إلى جانب القبور المغطاة بتلال مكدسة، وجدت أيضًا في اليونان، ولا سيما في مقبرة كاراميكوس في موناستيراكي). تم حرق جثث الفايكنج في سفنهم الطويلة، وبعد ذلك تم تمييز موقع الدفن بالحجارة الثابتة.
منذ الجزء الأخير من القرن العشرين، على الرغم من اعتراضات بعض الجماعات الدينية، أصبح حرق الجثث شائعًا بشكل متزايد. يحظر القانون اليهودي المعرف باسم هالاخاه (Halakha) حرق الجثة، معتقدين أن روح الشخص المحترق لن تتمكن من العثور على راحة نهائية. حرمتها الكنيسة الرومانية الكاثوليكية لسنوات عديدة، ولكن منذ عام 1963 سمحت بذلك، طالما لم يتم ذلك للتعبير عن عدم الإيمان بالعودة إلى الحياة بعد الموت. تحدد الكنيسة أن رفات الجثث المحترقة إما مدفونة تحت التراب أو داخل غرف صغيرة؛ لا يسمحون بنثر الرفات المحترقة أو الاحتفاظ بها في المنزل. تحتوي العديد من المقابر الكاثوليكية الآن على محاريب كولومباريوم لبقايا جثث محترقة، أو أقسام محددة لتلك الرفات. تسمح بعض طوائف البروتستانتية بحرق الجثث؛ الطوائف الأكثر تحفظًا لا تفعل ذلك عمومًا. كما تمنع الكنيسة الأرثوذكسية الشرقية والإسلام حرق الجثث.
بين الهندوس والجاين والسيخ وبعض طوائف البوذيين مثل تلك الموجودة في اليابان، يعد حرق الجثث أمرًا شائعًا.

### الأضرحة
دفن الجثث داخل أضرحة هو التخزين الدائم في مقبرة أو ضريح فوق الأرض. المقبرة عمومًا هي أي مساحة أو حجرة دفن مغلقة هيكليًا، بأحجام مختلفة. يمكن اعتبار الضريح نوعًا من القبور، أو يمكن اعتبار القبر داخل الضريح. يعد تاج محل أحد أشهر مواقع الغمر الواقع في أجرا بالهند. بنى الإمبراطور شاه جهان تاج محل تخليداً لذكرى زوجته الإمبراطورة ممتاز محل. تم دفن جثتيهما في هذا المبنى.

## الأساليب القانونية الأقل شيوعًا

### دفن السماء
يتيح الدفن في السماء للنسور أن تلتهم الجثث في أرض مفتوحة أو فوق أبراج عالية مبنية خصيصًا بعيدًا عن أنظار الإنسان. يمكن أن يتبع الدفن في السماء عمليات حرق أوتوماتيكية اختيارية للهياكل العظمية التي تُركت وراءها، أو يمكن بعد ذلك تخزين العظام أو دفنها، كما تمارسها بعض مجموعات الأمريكيين الأصليين في عصور ما قبل التاريخ. كان قدماء الفرس والتبتيين وبعض الهنود الحمر يمارسون الدفن في السماء في العصور القديمة. على وجه التحديد، أدت ظروف الطبقة النشطة الضحلة بالإضافة إلى عدم وجود حطب للوقود التبتيين إلى ممارسة الجاتور أو «إعطاء الصدقات للطيور». وضع الزرادشتيون في مومباي وكراتشي الجثث على «أبراج الصمت»، حيث يمكن للطيور بعد ذلك تحليل الجثث. يمكن أن توفر المدافن في السماء فوائد للبيئة، حيث إنها لا تنتج تلوثًا للهواء، كما أن تحلل الجسم يحدث بسرعة كبيرة، مقارنةً بالأشكال الأخرى من ممارسات التخلص. التعريضات، التي يمكن أن تكون شكلاً من أشكال الدفن في السماء، هي المكان الذي يتم فيه تجريد الجثة من لحمها، تاركة العظام فقط. يمكن بعد ذلك إما حرق الجثث أو دفنها كاملة، كما هو مذكور أعلاه.

### الدفن في البحر
«الدفن في البحر» في الأجيال الماضية يعني التخلص المتعمد من الجثة في المحيط، ملفوفة ومقيدة بأوزان للتأكد من غرقها. لقد كانت ممارسة شائعة في القوات البحرية والدول البحرية. في كنيسة إنجلترا، تمت إضافة أشكال خاصة من خدمة الجنازة إلى كتاب الصلاة المشتركة لتغطيتها. في جيل اليوم، قد تشير عبارة «الدفن في البحر» أيضًا إلى نثر الرماد في المحيط، بينما «دفن الجسم بالكامل في البحر» يشير إلى الجسد الكامل الذي لم يُقطَع  يوضَع الجسم في المحيط داخل أعماق كبيرة. تختلف القوانين باختلاف الولايات القضائية.
قد يشمل المفهوم أيضًا دفن السفينة، وهو شكل من أشكال الدفن في البحر حيث يتم وضع الجثة على غير هدى على متن قارب.

### التحنيط
التحنيط هو تجفيف الجسم وإزالة الأعضاء. أشهر الممارسين كانوا المصريين القدماء. في الممارسات المصرية، يتم تحنيط الجثث باستخدام الراتنجات ويتم إزالة الأعضاء ووضعها في الجرار. ثم تُلف الجثث في ضمادات وتوضع في القبور، جنبًا إلى جنب مع جرار الأعضاء. تم تحنيط جثث العديد من النبلاء والبيروقراطيين رفيعي المستوى وتخزينها في توابيت فاخرة داخل أضرحتهم الجنائزية. قام الفراعنة بتخزين جثثهم المحنطة في الأهرامات أو وادي الملوك.
ومع ذلك، فإن مومياوات تشينشورو في تشيلي هي حتى الآن أقدم مومياوات على وجه الأرض. تضمنت عملية التحنيط شينشورو تقنية المومياء السوداء، بالإضافة إلى تقنية المومياء الحمراء.
تاكابوتي، مومياء مصرية من القرن السابع قبل الميلاد

### السماد
يحول التسميد المواد العضوية إلى محسن للتربة. بالنسبة للجثث البشرية، يمكن إجراؤها عن طريق وضع الجسم في مزيج من رقائق الخشب، مما يسمح للميكروبات المحبة للحرارة بتحلل الجسم. في الولايات المتحدة، يتم تقنين هذه الطريقة فقط في واشنطن.

### التحلل
يتضمن التحلل تكسير الجسم عن طريق الذوبان، على سبيل المثال. في حمض أو محلول من الغسول، ثم التخلص منه في صورة سائل.
طريقة محددة هي التحلل المائي القلوي (وتسمى أيضًا الإعادة إلى الحياة). يدعي المؤيدون  أن العملية صديقة للبيئة أكثر من حرق الجثث والدفن، بسبب انبعاثات ثاني أكسيد الكربون وسوائل التحنيط على التوالي. من ناحية أخرى، يرى الكثيرون أن فكرة «سكبهم في المجاري» فكرة غير كريمة.

## طرق أخرى أقل شيوعًا
·        التبرع للدراسة - التبرع لكلية الطب أو ما شابه ذلك - بعد التحنيط وعدة سنوات من الدراسة والتشريح، عادةً ما يتم حرق الجثة في النهاية.
·        دفن الفضاء.
·        في حالات الحرب أو الإبادة الجماعية أو الكوارث الطبيعية بما في ذلك الأوبئة المرضية، تدفَن مجموعات كبيرة من الناس في مقابر جماعية أو حفر الطاعون.
·        تقطيع الأوصال، حيث ينقسم الجسم ويتم التعامل مع أجزاء الجسم المختلفة بشكل منفصل؛ على سبيل المثال في حالة عائلة هابسبورغ الملكية، بالإضافة إلى ظهور آثار  لمُختَلف القديسين
·        تتضمن مزرعة الجثث طريقة مماثلة للتخلص كهدف من الدراسة العلمية.
·        في بعض التقاليد، على سبيل المثال التي تمارسها العائلة المالكة الإسبانية، يُسمح للأنسجة الرخوة بالتعفن على مدى عقود، وبعد ذلك يتم دفن العظام.

## وسائل الحفظ
في بعض الحالات، تتم محاولة الحفاظ على بعض أو كل الجسد. تشمل هذه الطرق:
·        الحفظ بالتبريد.
·         التحنيط (يشمل الجثة كاملة) أشهر الأمثلة من مصر القديمة.
·         التحنيط.(يقتصر على الجلد) شكل نادر للغاية من أشكال الحفاظ على جسم الإنسان. تشمل الأمثلة التاريخية الشهيرة رجل قبيلة أفريقي، وفنان العرض الجانبي جوليا باسترانا.
·        اللدائن: يتم تحضير الجثة المحفوظة (المحنطة) عن طريق التشريح أو التقطيع ويتم استبدال السوائل بالبلاستيك الخامل للدراسة التشريحية من قبل طلاب الطب أو عرضها في المتاحف. ابتكر هذه التقنية Gunther von Hagens من معهد Plastination.
غالبًا ما يتم الاحتفاظ بالبقايا البشرية ذات الأهمية الأثرية أو الطبية في المتاحف والمجموعات الخاصة. هذه الممارسة مثيرة للجدل (انظر NAGPRA). في حالة الأمريكيين الأصليين في الولايات المتحدة، يتم تنظيم حيازة الرفات والأشياء ذات الصلة بموجب قانون NAGPRA لعام 1990.

## التحضير للتخلص
الأديان والثقافات المختلفة لها طقوس جنائزية مختلفة تصاحب التخلص من الجسد. يتطلب البعض دفن جميع أجزاء الجسم معًا. في حالة حدوث تشريح للجثة، تتم خياطة الأجزاء التي أُزيلت من الجسم مرة أخرى في الجسم بحيث يمكن دفنها مع بقية الجثة.
عندما لا يكون من الممكن التخلص من الجثة على الفور، يتم تخزينها عمومًا في المشرحة. عندما لا يكون ذلك ممكنًا، كما هو الحال في ساحة المعركة، يتم استخدام أكياس الجثث. في العالم الغربي، يعد تحنيط الجسد جزءًا أساسيًا من الإعداد. ويهدف هذا إلى حفظ الجثة مؤقتًا طوال عملية الدفن.

## التنظيم القانوني
سنت العديد من الولايات القضائية لوائح تتعلق بالتخلص من الجثث البشرية. على الرغم من أنه قد يكون من القانوني تمامًا دفن أحد أفراد الأسرة المتوفين، إلا أن القانون قد يقيد الأماكن التي يُسمح فيها بهذا النشاط، وفي بعض الحالات يقصر الدفن صراحةً على الممتلكات التي تسيطر عليها مؤسسات محددة ومرخصة. علاوة على ذلك، في كثير من الأماكن، يعتبر عدم التخلص من الجثة بشكل صحيح جريمة. في بعض الأماكن، يعتبر عدم الإبلاغ عن الوفاة، وعدم الإبلاغ عن التخلص من الجثة جريمة أيضًا.

## أجزاء الجسم
يمكن أن تتسبب حالات معينة مثل النخر في موت أجزاء من الجسم مثل الأطراف أو الأعضاء الداخلية دون التسبب في وفاة الفرد. في مثل هذه الحالات، لا يتم عادةً إقامة جنازة على أجزاء الجسم. عادة ما يكون الاستئصال الجراحي للأنسجة الميتة ضروريًا لمنع الإصابة بالغرغرينا. عادةً ما يتم التخلص من أجزاء الجسم التي أُزيلت جراحيًا كنفايات طبية، ما لم تكن بحاجة إلى الحفاظ عليها لأسباب ثقافية، كما هو موضح أعلاه.
على العكس من ذلك، قد تعيش الأعضاء أو الأنسجة المتبرع بها لفترة طويلة بعد وفاة الفرد.

## التصرف الجنائي
في بعض الحالات، يتم التخلص من الجثة بطريقة تمنع أو تعيق أو تؤخر اكتشاف الجثة، أو لمنع التعرف على الجثة، أو لمنع تشريح الجثة. في مثل هذه الحالات، يعتبر المتوفى شخصًا مفقودًا طالما لم يتم التعرف على الجثة، ما لم تكن الوفاة مرجحة لدرجة إعلان وفاة الشخص قانونًا.
يحدث هذا غالبًا كجزء من جريمة قتل أو قتل عمد. في حالات أخرى، قد يظل الفرد الذي لم ينوي التسبب في الموت يشعر بالذنب بشأن الوفاة (على سبيل المثال، القتل غير العمد أو وقوع حادث) وقد يحاول منع اكتشاف الجثة. يمكن أن يؤدي هذا إلى تفاقم أي عواقب قانونية مرتبطة بالوفاة.
دوافع أخرى لإخفاء الوفاة أو سبب الوفاة تشمل الاحتيال في التأمين أو الرغبة في تحصيل معاش المتوفى. قد ينتحر الفرد بطريقة تحجب سبب الوفاة، مما يسمح للمستفيدين من بوليصة التأمين على الحياة بالتحصيل من البوليصة.
تشمل الأساليب الإجرامية التي تمت مواجهتها في القضايا الواقعية والروائية ما يلي:
·        الاستخدام غير القانوني للطرق التقليدية، والدفن عادةً في مكان لا يلفت الانتباه، أو التخلص في المياه (مثل كليفيلاند تورسو مورديرور)
·        تم استخدام التحلل من قبل جيفري دامر، حيث قام بتحطيم أو حل الهيكل العظمي
·        أكل لحوم البشر (مثل جيفري دامر)
·        الطحن إلى قطع صغيرة للتخلص منها في الطبيعة، أو التخلص منها عن طريق نظام الصرف الصحي، أو استخدامها كسماد
·        الغليان (استخدمه فوتوشي ماتسوناجا ودينيس نيلسن)
·        تغليف بالخرسانة (مثل قتل جونكو فوروتا)
·        الاخفاء في القمامة أو مكب النفايات (مثل مقتل ديفيد ستاك واختفاء ناتالي هولواي)
·        إطعام الحيوانات (مثل الخنازير أو الحشرات الآكلة للحوم ؛ استخدمها تيد بندي وروبرت بيكتون)
·        هجر في منطقة يمكن أن يتدهور فيها الجسم كثيرًا قبل اكتشافه، إن وجد، مثل منطقة نائية (مثل جرائم القتل في ويست ميسا)، أو كهف، أو بئر مهجورة، أو منجم مهجور، أو ممتلكات طرف ثالث مهملة أو خطرة (تُعرف باسم مهمة تفريغ)؛ تسقط أحيانًا في مكان يسهل اكتشافه ولكنه بعيد عن الطريق لإخفاء هوية القاتل (على سبيل المثال، فاونتن أفينيو، بروكلين)
·        السقوط في خطر طبيعي مدمر أو غير محسوس، مثل البركان أو الرمال المتحركة أو الصدع
·        التدمير عن طريق العمليات الصناعية، مثل الآلات، أو الحمام الكيميائي، أو المعدن المنصهر، أو السيارة غير المرغوب فيها
·        الحقن في نظام التخلص من الجثث الشرعي (مثل المشرحة، منزل الجنازة، المقبرة، محرقة الجثث، المحرقة الجنائزية، التبرع بالجثث) أو القتل في مرفق الرعاية الصحية (على سبيل المثال، القتل في مستشفى آن أربور وقتل الدكتور إكس)
·        الحرق، غالبًا في مبنى (على سبيل المثال، شارع كلينتون الخامس)
·        التنكر في هيئة لحم حيوان (مثل المسلخ، فضلات الطعام، الطعام ؛ كما فعلت كاثرين نايت)
·        خلق أدلة كاذبة على ظروف الوفاة والسماح للمحققين بالتخلص من الجثة، مما قد يحجب الهوية
·        التخزين إلى أجل غير مسمى (على سبيل المثال في الفريزر أو الثلاجة، كما في مقتل بول مارشال جونسون الابن)

### التخلص غير المشروع من الجثث في الماء
يحدث التخلص من هذا النوع لأسباب مختلفة، بما في ذلك الاختلاف الرئيسي بين الدفن في البحر والدفن على الأرض: صعوبة استرداد الجثة. في بعض الأحيان يكون هذا الاختلاف مطلوبًا للتخلص من الجثث خارج القانون.

## التخلص من الأدلة

### المشاكل
في حين أنه من غير المرجح أن تظهر الجثة المدفونة بشكل صحيح في البحر مرة أخرى، فإن العديد من المجرمين غير قادرين على ضمان التخلص الدائم من الجثة، وقد تظهر أدلة على الجثة مرة أخرى. نادرًا ما يكون هذا مذهلًا مثل سمكة القرش التي تم اصطيادها حديثًا في سيدني كوجي أكواريوم التي تقيأت ذراعًا بشرية مفصولة جراحيًا، مما أدى إلى تحقيق في جريمة قتل. كانت تلك الضحية مصممة على أن تكون جيمس سميث، ولكن تمت تبرئة المشتبه بهم الثلاثة.
يتخلص العديد من المجرمين من الجثث في النهر، على أمل أن يتم نقل الجثة بعيدًا. ومع ذلك، فإن هذه الطريقة ستؤدي على الأرجح إلى اكتشاف سريع للجسم، لأن الجسم يتشابك على جانب النهر، أو يتوقف عند أحد السدود، أو ببساطة يراه الآخرون عائمًا. من المرجح أن يؤدي التخلص من البحيرات أو المحيطات الكبيرة إلى إخفاء الجسم، لكن الجسم المتحلل يمكن أن يطور طفوًا إيجابيًا قويًا بسبب الغازات المتحللة المحاصرة تحت الجلد. قد يؤدي ذلك إلى رفع الجسم إلى السطح، أو على الأقل زيادة الحركة عبر قاع المحيط بسبب حركات الأمواج. جرفت العديد من الجثث على الشاطئ. تم اكتشاف الجثث أيضًا في شباك أو خيوط الصيادين، وفي بعض الأحيان، يتم اكتشاف الجثث أيضًا بواسطة الغواصين.
قد يحافظ الماء شديد البرودة مع القليل من الأكسجين على الجثث، مما يسمح بتحديد هوية أسهل، على سبيل المثال مارجريت هوغ، سيدة واسديل في البحيرة في بحيرة ويست ووتر في منطقة واسديل (انظر خصائص الصندوق الوطني في إنجلترا). عُثِر عليها بعد ثماني سنوات، وجسدها محفوظ مثل الشمع.

### بعض الحالات
·        غاري ريدجواي (مواليد 1949)، قاتل النهر الأخضر، تخلص من معظم جثثه في النهر الأخضر أو بالقرب منه.
·        في قضية ذراع القرش، تم اكتشاف مقتل جيمس سميث عندما تقيأ سمكة قرش في حوض أسماك كوجي في سيدني ذراعه المقطوعة في عام 1935.
·        قُتلت آن ماري فاهي، سكرتيرة جدولة حاكم ولاية ديلاوير آنذاك توماس كاربر، على يد المحامي البارز في ديلاوير توماس كابانو، وتم إلقاء جثتها داخل مبرد «إيجلو» كبير في المحيط الأطلسي قبالة ساحل نيوجيرسي بمساعدة شقيقه جيري. ومع ذلك، نظرًا لأن المبرد لن يغرق، على الرغم من قيام كابانو بإطلاق ثقوب في داخله مرارًا وتكرارًا ببندقية، فقد تمت إزالة الجسم ووزنه بمرساة لجعله يغرق في المياه العميقة. لم يُعثَر على الجثة مطلقًا، ولكن عُثِر على المبرد لاحقًا على الشاطئ من قبل الصيادين، ولا يزال حتى اليوم في خزانة الأدلة بمحكمة مقاطعة نيو كاسل في ويلمنجتون، ديلاوير.
·        تم إلقاء جثة إيميت تيل في نهر تالاتشي في ولاية ميسيسيبي عام 1955.
·        عثر على جثة جون روسيلي في خليج ميامي فلوريدا عام 1976.
·        قُتلت مارغريت هوغ، سيدة واسديل في البحيرة عام 1976، وعُثر عليها عام 1984.
·        قُتلت لاسي بيترسون، زوجة سكوت بيترسون، عام 2002 وعثر عليها على شاطئ خليج سان فرانسيسكو.
·        عُثِر على قرش كوانج لو، وهو سمكة قرش مستعارة من ثورنهيل، أونتاريو مدفونًا في برميل فولاذي صدئ مليء بالخرسانة في بحيرة أونتاريو بعد أن تلقت الشرطة بلاغًا من مجهول.
·        تخلص القتلة المسلسلون جون واين جاسي وجيفري دامر بجثث ضحاياهم في نهر ديس بلينز.
·        يصور فيلم أميستاد الذي تم إنتاجه في التسعينيات مجموعة من العبيد يتم تقييدهم بالسلاسل ثم يتم إلقاؤهم أحياء في البحر ليموتوا بسبب الغرق. تم تطبيق هذه الطريقة من قبل أطقم سفن تجارة الرقيق.